# Бортиджадас
Бортиджадас (итал. Bortigiadas) — коммуна в Италии, располагается в регионе Сардиния, в провинции Сассари.
Население составляет 750 человек (30-6-2019), плотность населения составляет 9,88 чел./км². Занимает площадь 75,9  км². Почтовый индекс — 7030. Телефонный код — 079.
Покровителем коммуны почитается святитель Николай Мирликийский, празднование 6 декабря.

## Демография
Динамика населения:

## Администрация коммуны
- Официальный сайт: http://www.bortigiadas.eu/ Архивная копия от 18 декабря 2012 на Wayback Machine

## Примечание
1. ↑  Statistiche demografiche ISTAT. demo.istat.it. Дата обращения: 27 ноября 2019. Архивировано из оригинала 24 июля 2019 года.